# Sidonij Apolinarij
Gaj Solij Modest Apolinarij Sidonij ali krajše Sidonij Apolinarij je bil pesnik, diplomat in škof, * okoli 430, Lugdunum, Narbonska Galija, † okoli 485,  Clermont-Ferrand, Vizigotsko kraljestvo.
Rojen je bil v družini  galsko-rimskih aristokratov, bil zet cesarja Avita  in pod cesarjem Antemijem leta 468 imenovan za mestnega prefekta Rima. Leta 469 je bil imenovan za škofa Clermonta in od leta 473 do 475 vodil obrambo mesta pred kraljem Vizigotov Eurikom. Po padcu mesta je obdržal položaj škofa do svoje smrti okoli leta 485. Sidonija Apolinarija častijo kot svetnika v katoliški cerkvi in pravoslavnih cerkvah. Njegov praznik je 21. avgust. 
Sidonij je bil po besedah Erica Goldberga "najpomembnejši pisec iz Galije iz 5. stoletja" in eden od štirih galsko-rimskih aristokratov iz 5. do 6. stoletja, katerih pisma so preživela v večjem številu. Drugi trije so Ruricij, škof v Limogesu (umrl 507), Alcim Ekdicij Avitus, škof v Viennu (umrl 518) in Magn Feliks Enodij iz Arlesa, škof Ticinuma (umrl 534). Vsi so bili tesno povezani v  aristokratsko galsko-rimsko mrežo, ki je bila vir škofov katoliške Galije.  Za njegovo pisanje je značilno izjemno veliko klasičnih in svetopisemskih aluzij. 

## Življenje
Sidonij je bil rojen v Lugdunu, današnjem Lyonu, v Lugdunski Galiji. Njegov oče Apolinarij je bil pod cesarjem Valentinijanom III. prefekt Galije, stari oče pa nekje pred letom 409 pretorijanski prefekt v Galiji.   
Okoli leta 452 se je poročil s Papianilo, hčerko cesarja Avita, s katero je imel sina Apolinarija Clermontskega in najmanj dve hčerki. On sam v svojih pismih omenja hčerki Severino in Roscijo, tretjo, Alcimo, pa omenja šele veliko pozneje Gregor Tourski. Alcima bi lahko bilo tudi drugo ime ene od omenjenih hčera. Med slavnimi Sidonijevimi prijatelji sta bila rieški škof Faust in njegov teološki nasprotnik Klavdij Mamert. Njegovo življenje in druženje z uglednimi ljudmi tistega časa postavlja Sidonija v samo središče rimskega družbenega življenja v 5. stoletju. 
Leta 457 je Majorijan strmoglavil Avita in zavzel Lugdunum. Novi cesar je zaradi Sidonijevega slovesa učenega človeka z njim ravnal z največjim spoštovanjem. V zameno je Sidonij sestavil panegirik v cesarjevo čast, tako kot ga je pred tem leta 456 napisal za Avita.  Majorijan mu je kot znak hvaležnosti za panegirik podelil naslov komita in njegov kip postavil med kipe slavnih v Trajanovo knjižnico.  Majorijan se ni dolgo obdržal na oblasti in Sidonij je leta 468 sestavil še tretji panegirik, tokrat naslovljen na cesarja Antemija. Cesar ga je zato povzdignil v patricija in senatorja. Leta 472 je bil imenovan za škofa v Clermontu (zdaj Clermont-Ferrand). Ko so Goti leta 474 zavzeli Clermont, so Sidonija zaprli, saj je aktivno sodeloval pri obrambi mesta. Kasneje ga je gotski kralj Eurik osvobodil in Sidonij je skrbel za svoje vernike do svoje smrti. Na tem položaju se je še posebej trudil zatreti širjenje arijanstva.

## Delo
Sidonij se je vneto posvetil literarnemu delu in si hitro pridobil tako velik ugled, da so ga že v mladih letih uvrščali med najbolj učene in zgovorne ljudi tistega časa.  Ohranjeni so njegovi heksametrski panegiriki, naslovljeni na tri cesarje, v katerih se v veliki meri zgleduje po Staciju, Avzoniju in Klavdijanu. V njih so zabeleženi nekateri pomembni zgodovinski dogodki. Prvi panegirik, naslovljen na njegovega tasta, cesarja Avitusa ob njegovem pristopu na prestol, je bil napisan leta 465. Drugi, napisan leta 458, je bil naslovljen na cesarja Majorijana in kaže Sidonijevo sposobnost, da premaga svoja sovražna čustva do človeka, odgovornega za smrt njegovega tasta. Tretji, napisan leta 468 je bil naslovljen na cesarja Antemija.
Poleg panegirikov je v Sidonijevi pesniški zapuščini še 21 pesmi, v katerih so večinoma učene misli in mitološke teme. Napisane so v heksametru, elegičnem distihu in hendekasilabu.  Med njimi sta dva epitalama, heksametrski opis mesta Bourg (Bourg-sur-mer) na Dronu blizu izliva te reke v Garono, hvalnica Narbonne v hendekazilih in številne druge proložnostne pesmi ter nekaj kratkih epigramov.
Ohranjenih je 147 Sidonijevih pisem, zbranih v deveti knjigi (Epistolarum libri IX). Naslovljena do na širok krog sorodnikov in prijateljev in vsebujejo najrazličnejše teme, tudi politične, literarne in vsakdanje, redko pa se dotikajo cerkvenih vprašanj. Pisma razodevajo vestnega retorika, ki uporablja zapleteno in temačno stilizacijo. Njegova pisma so neprecenljiv vir podatkov o mnogo vidikih življenja tistega obdobja. Kljub živahnemu slogu   prikazujejo Sidonija kot srčnega človeka, nagnjenega k prijetnemu življenju. Sidonijevo delo odseva konflikt med tradicionalnimi starodavnimi vrednotami in novo realnostjo ter posledice, ki sta jih imela zaton Rima in prihod Germanov v galsko družbo.